# Nicolaas Cortlever
Nicolaas Cortlever (ur. 14 czerwca 1915 w Amsterdamie, zm. 5 kwietnia 1995) – holenderski szachista, mistrz międzynarodowy od 1950 roku.

## Kariera szachowa
W 1938 r. zdobył tytuł indywidualnego wicemistrza Holandii. W czasie swojej kariery jeszcze dwukrotnie (1954, 1958) był zdobywcą srebrnych medali mistrzostw kraju. Pomiędzy 1939 a 1954 r. czterokrotnie reprezentował narodowe barwy na szachowych olimpiadach, w 1950 r. w Dubrowniku zdobywając srebrny medal za indywidualny wynik na IV szachownicy. Wielokrotnie startował w turniejach Hoogovens w  Beverwijk, sukcesy odnosząc w latach 1939 (I m.), 1940 (III m.), 1941 (II m.), 1942 (II m.), 1944 (III m.) oraz 1947 (II m.).
W 1940 r. podzielił I m. w Leeuwarden (wspólnie z Salo Landauem i Lodewijkiem Prinsem), natomiast w 1946 r. podzielił II m. w Zaandam (za Laszlo Szabo, wspólnie z Cenkiem Kottnauerem). W 1969 r. podzielił IV m. (za Bojanem Kurajicą, Heikkim Westerinenem i Karoly Honfim, wspólnie z Vistorem Ciocalteą) w turnieju Hoogovens-B w Wijk aan Zee, a w 1970 r. podzielił IV m. (za Andrasem Adorjanem, Svendem Hamannem i Janem Timamanem, wspólnie z Drażenem Maroviciem, Stefano Tatai i Lodewijkiem Prinsem) w turnieju IBM-B w Amsterdamie.
Według systemu Chessmetrics, najwyższe miejsce na liście światowej osiągnął w październiku 1950 r., zajmował wówczas 50. miejsce.